# Scopula onana
Scopula onana är en fjärilsart som beskrevs av Edward P. Wiltshire 1977. Scopula onana ingår i släktet Scopula och familjen mätare. Inga underarter finns listade.